# Herstedvester Sogn

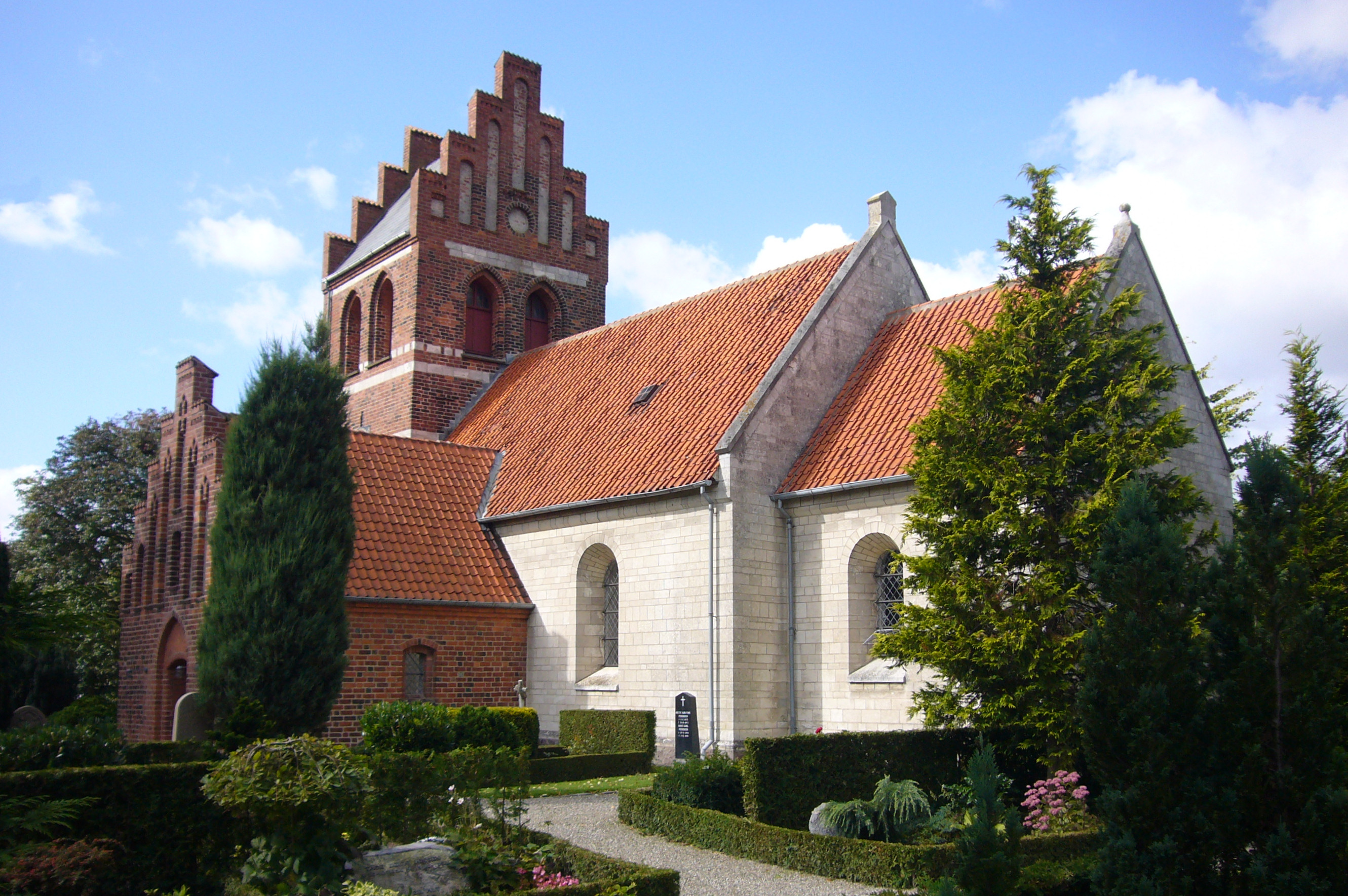
Herstedvester Kirke

Herstedvester Sogn ist eine Kirchspielsgemeinde (dän.: Sogn) in der Gemeinde Albertslund im Vorortbereich der dänischen Hauptstadt Kopenhagen. Bis 1970 gehörte sie zur Harde Smørum Herred im damaligen Københavns Amt. Mit der Auflösung der Hardenstruktur wurde das Kirchspiel in die Kommune Albertslund aufgenommen, diese blieb mit der Kommunalreform zum 1. Januar 2007 unverändert, gehört aber seitdem zur Region Hovedstaden.
Am 1. Januar 2023 lebten 8544 Einwohner im Kirchspiel, auf dem Gebiet der Gemeinde liegen die Herstedvester Kirke und die Birkelund Kirke.
Nachbargemeinden sind im Osten Herstedøster Sogn und im Süden Opstandelseskirkens Sogn, sowie auf dem Gebiet der Høje-Taastrup Kommune im Südwesten Taastrup Nykirke Sogn, im Westen Sengeløse Sogn und im Osten auf dem Gebiet der Egedal Kommune das Kirchspiel Ledøje Sogn.